# باشگاه فوتبال بانکوک یونایتد
باشگاه فوتبال بانکوک یونایتد (تایلندی: สโมสรฟุตบอลแบงค็อก ยูไนเต็ด) یک باشگاه فوتبال در بانکوک، تایلند است. این باشگاه که در سال ۱۹۸۸ پایه‌گذاری شده در سال ۲۰۰۶ قهرمان لیگ برتر فوتبال تایلند شده‌است. مهرداد پولادی هافبک ایرانی عضو این باشگاه بود.

## افتخارات

### لیگ برتر فوتبال تایلند
- قهرمان (۱): ۲۰۰۶

### لیگ دسته اول فوتبال تایلند
- قهرمان (۱): ۲۰۰۲/۰۳